# Stachys latidens
Stachys latidens är en kransblommig växtart som beskrevs av John Kunkel Small och Nathaniel Lord Britton. Stachys latidens ingår i släktet syskor, och familjen kransblommiga växter. Inga underarter finns listade i Catalogue of Life.